# Little Bremner River
Der Little Bremner River ist ein 26,5 km langer rechter Nebenfluss des Bremner River im zentralen Süden des US-Bundesstaates Alaska.

## Flusslauf
Der Little Bremner River verläuft in den Chugach Mountains im Wrangell-St.-Elias-Nationalpark östlich des Copper River. Er wird von zwei namenlosen Gletschern 5,5 Kilometer südwestlich vom Upper Tebay Lake gespeist. Der Little Bremner River fließt anfangs in Richtung Ostsüdost. Er nimmt von links den Falls Creek auf. Später wendet sich der Little Bremner River in Richtung Südsüdost und nach der Einmündung des East Fork Little Bremner River schließlich nach Südwesten. Der Little Bremner River mündet 14 Kilometer östlich des Copper River in den Bremner River. Durch die Ablagerung der mitgeführten Sedimente hat sich an der Mündung ein Schwemmfächer ausgebildet.